# Götebo
Götebo este o arie protejată (arie specială de conservare — SAC, sit de importanță comunitară — SCI) din Suedia întinsă pe o suprafață de 5,5 ha, integral pe uscat.

## Localizare
Centrul sitului Götebo este situat la coordonatele 57°44′57″N 12°11′09″E / 57.7492°N 12.1857°E.

## Înființare
Situl Götebo a fost declarat sit de importanță comunitară în iulie 2000 pentru a proteja 1 specie de plante. Situl a fost protejat și ca arie specială de conservare în martie 2011.

## Biodiversitate
Situată în ecoregiunea boreală, aria protejată conține 1 habitat natural: Păduri caducifoliate de mlaștină fino-scandinave.
La baza desemnării sitului se află o specie protejată de  plante: Bryhnia novae-angliae.